# 7502 Arakida
7502 Arakida è un asteroide della fascia principale. Scoperto nel 1996, presenta un'orbita caratterizzata da un semiasse maggiore pari a 2,8380766 UA e da un'eccentricità di 0,0683600, inclinata di 1,84134° rispetto all'eclittica.